# Vriesea cacuminis
Vriesea cacuminis là một loài thuộc chi Vriesea. Đây là loài đặc hữu của Brasil.